# 朝里車站
朝里車站（日语：／ Asari eki */?）是由北海道旅客鐵道（JR北海道）所經營的鐵路車站，位於日本北海道小樽市。本站是JR北海道函館本線的沿線車站，位於JR北海道本社（札幌總部）的直轄範圍內，並由隔鄰的小樽築港車站負責管理。
本站自1984年之後就一直採無人化運作，但設有具候車室功能的站房。站名可能源自愛奴語中的「masar-i」（意指「沿著海岸生長的茂盛草原」），或者源自於「ican-i」（意指「鮭魚產卵處」）、「at-us-nay」（意指「榆樹皮多的小河」）。

## 車站結構

### 站房

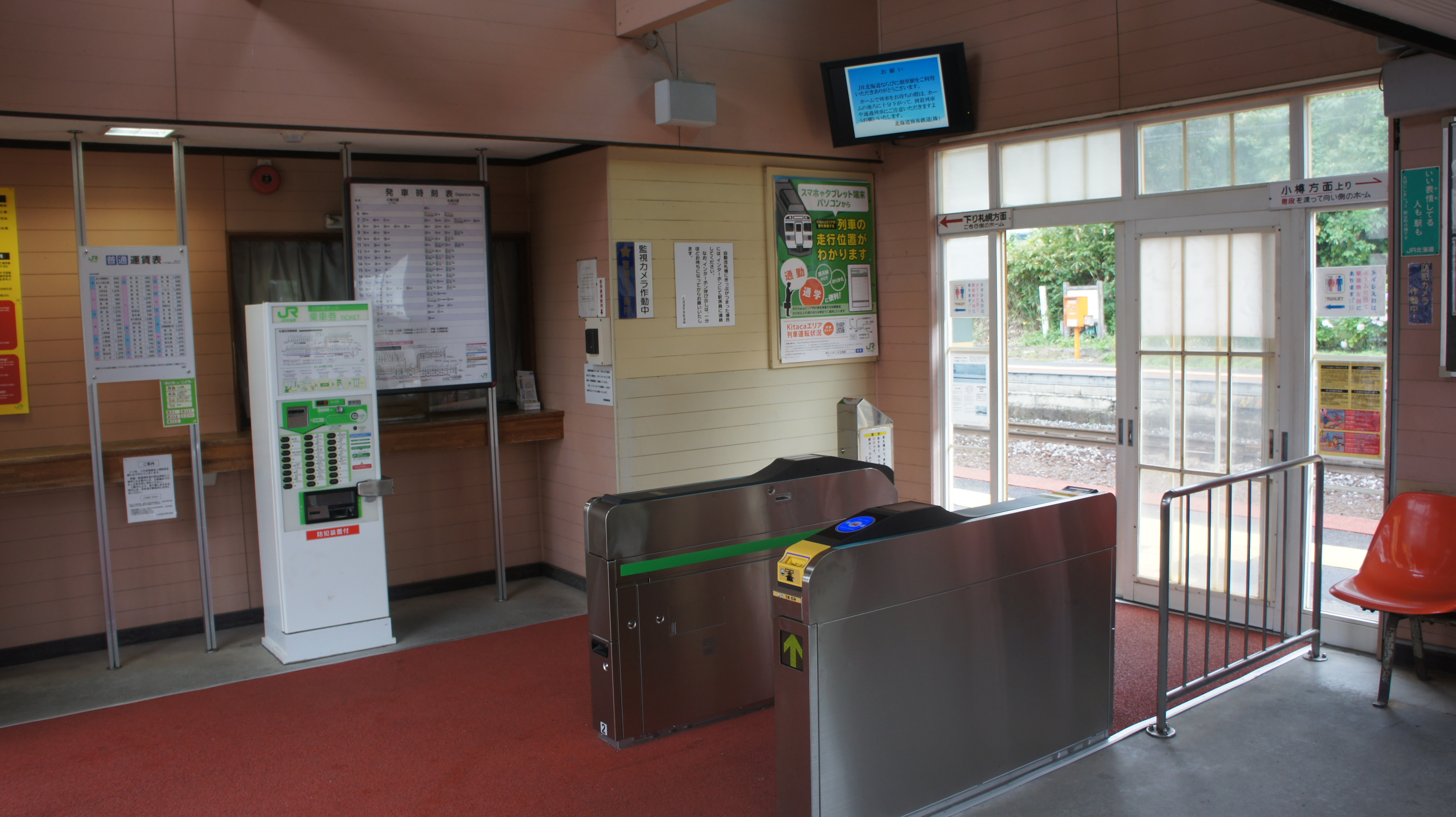
閘口（2018年8月）

本站的站房為木製的單層站房。車站入口位於站房中央，進站後為候車大廳，並設有兩層高且頂部設有窗戶的樓底。

### 月台

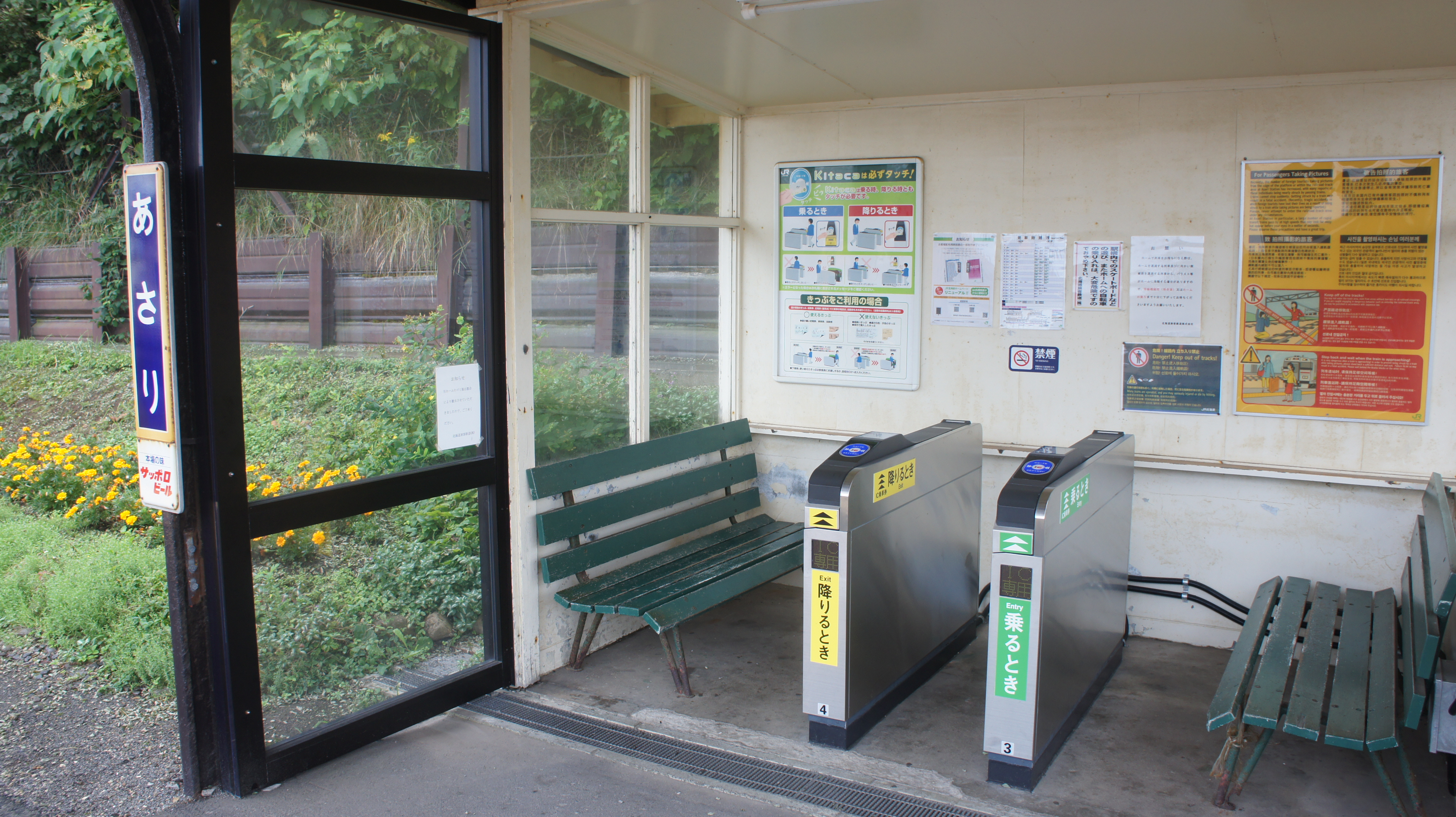
1號月台閘口（2018年8月）

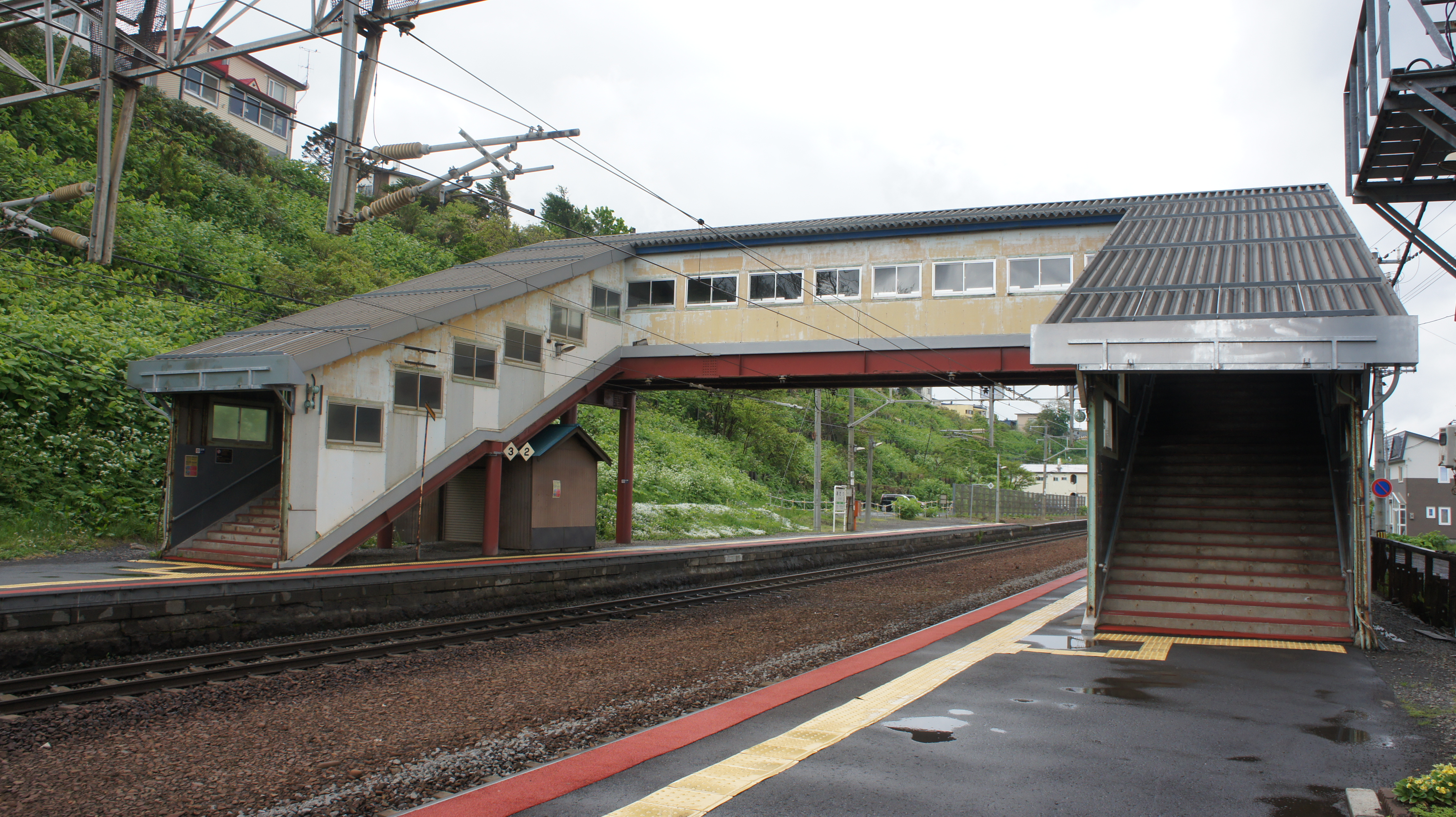
月台（2017年5月）

本站設有2個側式月台，月台之間透過行人天橋連接。過去上線與下線中間曾設有通過線，但已被撤去。
| 月台 | 路線      | 方向 | 目的地                             |
| ---- | --------- | ---- | ---------------------------------- |
| 1    | ■函館本線 | 上行 | 小樽方向                           |
| 2    | ■函館本線 | 下行 | 手稻、札幌、岩見澤、新千歲機場方向 |

## 軼事
本站是1995年電影《情書》的其中一個拍攝場地，而導演岩井俊二隨後也於2015年為中國拍攝了包涵了五個短篇故事的電影《恋愛中的城市》，當中第四部「Honeymoon」的拍攝場景也是在本站。由於兩齣電影於韓國、中國大陸、台灣、港澳等地區都有很高的知名度，本站亦成為不少遊客前來朝聖的地方，然而也因此衍生出滋擾當地社區生活的問題。

### 事故
2025年1月23日上午11時半左右，一名60多歲的香港遊客，懷疑闖入了車站附近平交道的路軌範圍內拍照，被一列往札幌方向的快速「機場」列車撞到受傷，送院後最終不治。此事件令有最多19班列車受影響而取消。

## 相鄰車站
北海道旅客鐵道（JR北海道）
■函館本線
■快速「機場」、「Niseko Liner」
通過
■區間快速「石狩Liner」、■普通
小樽築港（S13）－朝里（S12）－錢函（S11）

## 外部連結
- JR北海道朝里站 （页面存档备份，存于）